# Ic
Pour les articles homonymes, voir IC.
L'Ic est un fleuve côtier breton, qui se jette dans la Manche à Binic, dans le pays du Goëlo.
Ce fleuve passe notamment par les villes de Plouvara (où il prend sa source), Plerneuf, Plélo, Trégomeur, Lantic, Pordic puis Binic où il se jette dans la Manche.
L'Ic compte 6 affluents d'une longueur supérieure ou égale à 1,0 km. Le plus long d'entre eux est le Camet qui mesure 6,8 km.